# Āb Bāreh
Āb Bāreh (persiska: آب باره) är en ort i Iran.   Den ligger i provinsen Kurdistan, i den nordvästra delen av landet, 400 km väster om huvudstaden Teheran. Āb Bāreh ligger 1 770 meter över havet och antalet invånare är 220.
Terrängen runt Āb Bāreh är huvudsakligen kuperad. Āb Bāreh ligger nere i en dal. Runt Āb Bāreh är det ganska glesbefolkat, med 45 invånare per kvadratkilometer. Närmaste större samhälle är Yāpal, 11,8 km öster om Āb Bāreh. Trakten runt Āb Bāreh består i huvudsak av gräsmarker.